# Aeroportul Albacete
Aeroportul Albacete (IATA: ABC, ICAO: LEAB) este un aeroport din Albacete, Provincia Albacete, Castilia-La Mancha, Spania ce deservește zona Castilia-La Mancha. Aeroportul a fost tranzitat în 2022 de 857 de pasageri. A fost deschis în 2003 și numit după Albacete.
Situat la o altitudine de 702 m, aeroportul dispune de 1 pistă. Este operat de Aena⁠(d).

## Infrastructură

### Piste
Aeroportul dispune de o singură pistă. Pista 09/27 are suprafața de asfalt și dimensiunile 2.700 m × 60 m. 